# El sobrino del mago
El sobrino del mago (título original en inglés: The Magician's Nephew) es una novela de fantasía de la serie Las Crónicas de Narnia, Es literatura juvenil creada por parte de C. S. Lewis. Esta obra fue escrita en 1951 y publicada en 1955. Es la sexta en el orden de publicación, pero es la primera en el orden cronológico. Por consiguiente es un ejemplo de una precuela, e incluye algunas referencias a los libros publicados previamente, en especial a The Lion, the Witch and the Wardrobe.

## Trama
La historia comienza a finales del siglo XIX, en Londres, con un niño y  una  niña: Digory Kirke y Polly Plummer, los cuales eran vecinos. Digory se había mudado desde el campo hasta la casa de sus tíos debido a una enfermedad que estaba matando a su madre, y los dos se van haciendo amigos con el transcurso del verano. Un día, mientras recorrían el ático de las casas (el cual era común para todas aquellas que eran contiguas), tomaron una puerta equivocada y se encontraron al tío Andrew (tío de Digory) en su estudio. El tío Andrew, un cínico malévolo, que se consideraba a sí mismo como mago, engaña a Polly para que se ponga un anillo amarillo, lo que ocasiona que ésta desaparezca. El tío Andrew procede a explicarle a Digory (sin estar muy seguro de su propia teoría) que el anillo amarillo lo lleva a otro mundo, mientras que el verde lo trae de regreso. Estos anillos funcionaban sólo si alguien los tocaba con las manos desnudas, haciéndose posible el uso de guantes. Digory se ve obligado a ponerse el anillo para rescatar a su amiga, llevando consigo los anillos verdes necesarios.
Los anillos transportan a los niños a un bosque lleno de fosas de agua, llamado el Bosque entre los Mundos. Inicialmente, las fosas aparecen sólo como charcos de poca profundidad. Pero los niños descubren que cuando el anillo correcto es usado, la fosa de agua los transporta a un mundo diferente. Este bosque entre los mundos era, por lo tanto, como un sitio con portales entre varios mundos. Luego Digory convence a Polly para explorar algunas de las otras fosas, pues sabía que su tío confiscaría los anillos a su regreso.
Después de haber marcado la fosa que los llevaría de regreso a su propio mundo, la Tierra, los niños se introducen a otra fosa. Digory y Polly aparecen en las ruinas de un enorme palacio de la antigua capital de aquel mundo, llamado Charn, cuyo sol era más grande y frío en comparación al terrestre. El palacio parece desprovisto de cualquier forma de vida, hasta que descubren un salón repleto de imágenes de todos los gobernantes de Charn, en orden cronológico. Las primeras caras son justas y sabias, pero mientras ellos avanzan se van poniendo viles y crueles. Todavía hay bastantes vacíos, lo que implicaba un final prematuro. En el mismo salón, se encuentran una campana, con una señal que mientras instaba a tocarla, prevenía de no hacerlo. Digory cayó en la tentación y tocó la campana. Esto despertó a una de las estatuas, la de la malvada y bella Reina Jadis.
Mientras la ciudad entera comienza a derrumbarse, la mujer les explica a los niños cómo la última guerra de aquel mundo fue iniciada entre ella misma y su hermana. Después de muchos sangrientos años, su propia derrota parecía indubitable, y con el fin de imponerse, conjuró el hechizo conocido como "la palabra deplorable". Los efectos del hechizo fueron la pérdida de toda vida en Charn, ella misma dormiría en la Sala de las imágenes por la eternidad, al menos que alguien la despertara (así como sucedió). Los niños, después de conocer la inmensa maldad de Jadis, intentaron escapar al bosque. Desafortunadamente, gracias al "efecto magnético" que los anillos tienen sobre todos sus portadores, Jadis es capaz de viajar con ellos al colgarse del cabello de Polly. La bruja los sigue luego a nuestro propio mundo, donde ella guía al tío Andrew a una salvaje persecución a través de Londres. Polly regresa a su casa y es enviada a su habitación como castigo por ser "una niña muy traviesa", pero logra escaparse y colaborar con los esfuerzos de Digory de mandar a la reina fuera de Londres, de regreso a su propio mundo. Al final pudieron llevar de regreso al bosque no sólo a la Reina, sino también al tío Andrew, a un chofer de nombre Frank, y a su caballo llamado Fresón (a través de la mencionada propiedad magnética). 
Digory hala a todo el grupo hacia la cercana fosa del este, pensando que llevaba a Charn. Pero cuando ellos llegaron, se dieron cuenta de que no era Charn, sino otro mundo que estaba oscuro en su totalidad y parecía estar completamente vacío. Jadis inmediatamente lo reconoció como un mundo que todavía no era hecho. Pronto ellos escucharon un canto que parecía causar que las estrellas comenzaran a brillar, y que el sol comenzara a crecer. Los visitantes podían ver quién era el que realmente cantaba: Aslan, el gran león. Ellos lo continuaron viendo mientras él transmitía vida al mundo, a sus animales y plantas, siendo todo creado de la nada. Jadis ataca repentinamente a Aslan con una barra de hierro (extraída de un farol de Londres), pero como ante el golpe el León ni se inmutó, ella huyó, mientras la barra de hierro crecía como un farol en el joven suelo narniano. Aslan seleccionó a algunos animales para que se volvieran bestias parlantes, dándoles autoridad sobre las bestias sin capacidad de hablar o pensar.
Aslan prosigue a mandar a niños una jornada, en la que debía conseguir una manzana especial que impidiera el regreso de la bruja malvada a la reciente ciudad de Narnia. Polly, Digory, y el caballo del cochero (que fue convertido por Aslan en un pegaso parlante y renombrado  como Volante) volaron a una lejana montaña para obtener la manzana de un jardín amurallado. En el momento que Digory toma la manzana y se prepara para partir, Jadis llega y lo tienta a comer la manzana y obtener juventud eterna, o bien, ser secretamente transportado de regreso a Londres y usarla para curar a su moribunda madre. Jadis misma había comido una, por lo que se había vuelto inmortal y había probado el poder del fruto. Aunque tentado de salvar a su madre, Digory mantiene su promesa a Aslan y viaja de regreso a Narnia para darle personalmente la manzana.
Aslan le dice a Digory que había cumplido satisfactoriamente su encargo, y lo instruyó para plantar la manzana en la tierra (cerca del río). Luego realiza una ceremonia para coronar al rey y la reina de Narnia (Frank el cochero y su esposa, Helen, la cual fue transportada mágicamente a Narnia por el gran León). En tanto, un nuevo árbol creció en el lugar donde Digory había plantado la manzana. Aslan explica que el árbol protegerá a Narnia de la Bruja: desde que ella robó una manzana del árbol original de una manera egoísta, su fruto ahora es abominable para ella, y Narnia disfrutará un periodo semejante al Edén. Aslan le dice a Digory que una manzana robada habría curado a su madre, pero después vendría el día, en que ella hubiera preferido morir en su enfermedad. Aslan luego le da a Digory una manzana del árbol de la protección para que se la lleve a su madre, y envía a los niños y al tío Andrew de regreso al Bosque entre los Mundos, de donde ellos regresan a Londres. Digory le da la manzana a su madre, quien se cura y entierra el hueso de la manzana en su patio trasero. De igual forma entierra los anillos mágicos, pues Aslan le había aconsejado guardarlos para evitar problemas 
El hueso de manzana crece en un árbol, y años después cae en una tormenta. Digory no puede soportar el uso del árbol como leña, así que construye un armario, vinculando el final de la narrativa con la siguiente historia, según su orden cronológico en la serie: The Lion, the Witch and the Wardrobe. Digory en esa historia es "el viejo profesor" que vivía en una antigua casa de campiña, la cual había heredado de su padre, quien por su parte también la había heredado de su padre (el abuelo de Digory), poco después del retiro de sus servicios en la India, tal como está descrito en el final de El sobrino del mago.

## Capítulos
1. La puerta equivocada
2. Digory y su tío
3. El Bosque entre los Mundos
4. La campana y el martillo
5. La palabra deplorable
6. El principio de los problemas del tío Andrew
7. Lo que sucedió ante la puerta principal
8. La pelea junto al farol
9. La creación de Narnia
10. El primer chiste y otros asuntos
11. Digory y su tío tienen problemas
12. La aventura de Fresón
13. Un encuentro inesperado
14. Plantando el árbol
15. El fin de esta historia y el inicio de todas las demás

## Personajes
- Digory Kirke: el chico que se convierte en el Profesor Kirke, que aparece en otros libros y series.
- Polly Plummer: Es una de los personajes principales de El sobrino del mago. Se entiende que su familia tiene una buena posición social, por la descripción de la casa donde vive y los vestidos que utiliza. Cuando conoce a Digory y la causa por la cual se ha mudado, pretende distraerlo de ello, y es así como establecen amistad. Polly es inteligente, fiel, cariñosa, amable y educada; también es mucho más precavida que Digory.
- Mabel Kirke: Madre de Digory. Vive con él en el campo, pero debido a su enfermedad vuelve a Londres, hecho que da inicio a la trama. No se define su carácter hasta el final de la historia, ya que se encuentra prácticamente al borde de la muerte. Sin embargo, aunque es mostrada como débil al inicio, en cuanto recupera la salud es quien le da de nuevo vida a la casa, haciendo que esta se vea con más luz y alegría (pues es ella quien hace abrir las cortinas, poner flores frescas, afinar el viejo piano, y volver a cantar). Es una madre que se preocupa por su hijo, ya que en cuanto se recompone, juega con su hijo y Polly.
- Andrew Ketterley: tío de Digory, un mago aprendiz.
- Letty Ketterley: Tía de Digory; no se especifica su edad, pero se la muestra como una mujer ya mayor, que se ve sobrepasada con la situación que tiene en casa: cuida de su hermana enferma y de su hermano (el tío Andrew). Además, la tía Letty es quien se encarga de la casa y de manejar el dinero.
- Jadis (o la Bruja Blanca): es la clara antagonista. Es descendiente del linaje de los Jinn, y mitad gigante. Se sabe que vivió en Charn, a causa de la guerra civil que hubo entre ella y su hermana, y al verse ella acorralada, pronuncia el hechizo de la «palabra deplorable», dejando el mundo de Charn en ruinas. Al ser revivida por Digory, trata de conquistar Londres, y cuando es llevada a Narnia al no poder luchar contra Aslan, huye encontrando el jardín de las manzanas que convierten terriblemente poderoso a quien las ingiere. A pesar de ser descrita como una mujer bella y magnífica, lo único que busca es el poder. En El león, la bruja y el armario, se muestra su gran poder y sus habilidades para engañar.
- Aslan: El León-Rey de Narnia, que mata a Jadis en The Lion, the Witch and the Wardrobe.
- Rey Frank: marido de Helen, y primer rey de Narnia, antepasado de los reyes de Archenland.
- Reina Helen: esposa de Frank, primera reina de Narnia, antepasada de los Archenlandeses. Mujer sencilla de campo,  joven de rostro amable, se la describe como una persona que es más elegante cuanto más humilde parece. Prácticamente es su marido quien habla por ella, pero Aslan los hace reyes de Narnia, sabiendo que ambos serán justos, compasivos y valerosos, haciendo de Narnia un lugar donde se pueda vivir durante muchos años en paz.
- Fresón:Fresón era un caballo normal pero en el final Aslan lo convierte en un pegaso, este ayuda a Digory y Polly a encontrar la manzana mágica.

## Comentarios
Los lectores familiarizados con el Génesis reconocerán los paralelos entre éste y el trabajo de Lewis. Con respecto a la creación, también tiene algunas similitudes con el núcleo del Ainulindalë, la canción de los Ainur, la historia de la creación en El Silmarillion de J. R. R. Tolkien, debido (presumiblemente) a que ambos utilizaban acontecimientos bíblicos en sus obras, y a la cercana relación profesional entre Tolkien y Lewis, quienes pudieron haber discutido juntos algunos temas, tales como una canción de la creación vista en Ainulindalë y El sobrino del mago
La historia incluye el establecimiento divino de un sistema social realista y aristocrático en el que una pareja inglesa (el cochero y su esposa) y sus descendientes son puestos en la autoridad sobre un imperio que consiste en Narnia y sus alrededores. Se le deja al lector sin duda acerca de la clase social precisa de cada uno de los personajes ingleses, sin que esto implique que le importe a Dios; el cochero y su esposa se identifican como "gente del campo, de verdad". Al final del libro, el padre de Digory, que trabajaba en la India (entonces bajo el régimen inglés), hereda dinero y una casa grande, y esta riqueza repentina y la posición de propietario de país indican ser algo bueno. Podemos asumir que estos aspectos deben a la propia actitud de Lewis, compartida por la mayoría de los ingleses contemporáneos a su escritura; las esperanzas de los lectores desaparecieron cuando Digory repentinamente hereda, sin mencionar el hecho de que el rey Frank y la reina Helen eran de tan baja clase en su propio mundo. Las referencias de Lewis a la Palabra deplorable y a la implícita comparación de Aslan y la bomba atómica son un hilo que refleja los temores populares en el tiempo de la escritura del libro. 
Otras de las actitudes propias de Lewis es que Dios tiene sentido del humor, evidente por "El Primer Chiste". Después de que Aslan diera voz a los Animales Parlantes (en pares de su especie, reminiscencia bíblica de las criaturas de Noé en su Arca), una grajilla parlante cae en el extremo de contar un chiste por casualidad. Cuándo ve que todos los otros animales parlantes se ríen de su chiste, la grajilla dice a Aslan: "¿He hecho el primer chiste"?. Aslan responde: "No; usted sólo ha sido el primer chiste". Y todos se ríen, desde el más rudo hasta la propia grajilla. 
Los personajes son bien dibujados, comprometidos y desarrollados por una serie de elecciones morales (especialmente Digory). Polly es más que una mera acompañante, pero tiene asignado un papel secundario en el drama. El tío Andrew, inicialmente muy siniestro y manipulador, decae a una figura patética y chistosa; mientras Jadis, la bruja blanca, proporciona el retrato verdadero del mal y la tentación nada distante de la creencia cristiana de Satanás. 
El sobrino del mago, más que las otras historias de Narnia, es un homenaje a los libros infantiles de Edith Nesbit, en colocación y dinamismo del personaje. Es, sin embargo, considerablemente más oscuro y más vívido. Por lo menos una escena —la visita de Jadis a Londres— toma prestado mucho de la visita de la Reina de Babilonia a Londres en La Historia del Amuleto de Nesbit. La versión de Lewis es más colorida aunque menos violenta.
El libro explica cómo la Bruja Blanca había llegado al poder, cómo Narnia fue fundada, por qué había un armario mágico en la mansión del Profesor (Digory) —llegando éste a poseer una mansión—, y por qué hay un farol en medio del bosque a las afueras de Narnia (siendo todo esto la prefacio o introducción de la segunda novela de la serie cronológica).
La historia básica de El sobrino del mago fue incluida en la película The Chronicles of Narnia: The Lion, the Witch and the Wardrobe. Los espectadores que observen con cuidado podrán ver la historia representada en los tallados de la cara del armario.

## Adaptación cinematográfica
En un principio, Walt Disney Pictures y Walden Media no descartaban la posibilidad de rodar Las Crónicas de Narnia: El sobrino del mago. Incluso se pudieron ver algunos diseños de un caballo alado (representando a Fresón) en el libro The Crafting of Narnia: The Art, Creatures, and Weapons de Weta Workshop. Pero Disney no se ha mostrado conforme con la recaudación obtenida por la película Las Crónicas de Narnia: el príncipe Caspian, que, aún habiendo sido un buen "taquillazo", ha quedado bastante por debajo que su antecesora The Chronicles of Narnia: The Lion, the Witch and the Wardrobe. Esto motivó a Walt Disney Pictures a abandonar la saga; pero 20th Century Fox se alió con Walden Media para adaptar los libros que faltan a la gran pantalla. Así que el proyecto sigue en pie, aunque con un nuevo distribuidor.
En marzo de 2011, Walden Media confirmó, a través de su presidente Michael Flaherty, que la cuarta película sería El sobrino del mago. Sin embargo, en octubre de 2011, Douglas Gresham confirmó que expiró el contrato com Walden Media y los herederos de C. S. Lewis.
En septiembre de 2013 se confirmó que The Mark Gordon Company producirá la cuarta película, pero no será El sobrino del mago, sino La silla de Plata, que es el cuarto libro en el orden de publicación, y el sexto en el orden de la saga.
Actualmente la compañía de series y películas NETFLIX, cuenta con los derechos de toda la saga y han asegurado que volverán a realizar series y películas de Narnia.